# Полиция штата Западная Австралия
Полиция штата Западная Австралия (англ. Western Australia Police) — полиция Австралии, в юрисдикцию которой входит территория штата Западная Австралия, площадью 2,5 млн км² и береговая линия длиной 13 000 км.
По состоянию на 2008 год штат полиции составлял 7526 человек.

## Структура

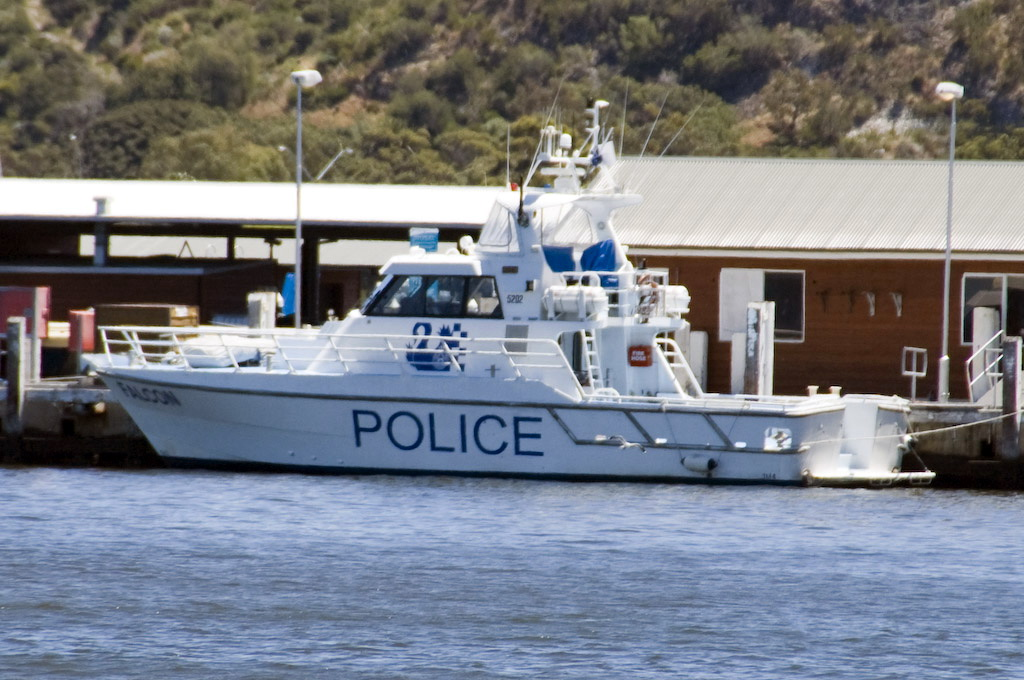
Полицейский катер Falcon, 2007 год

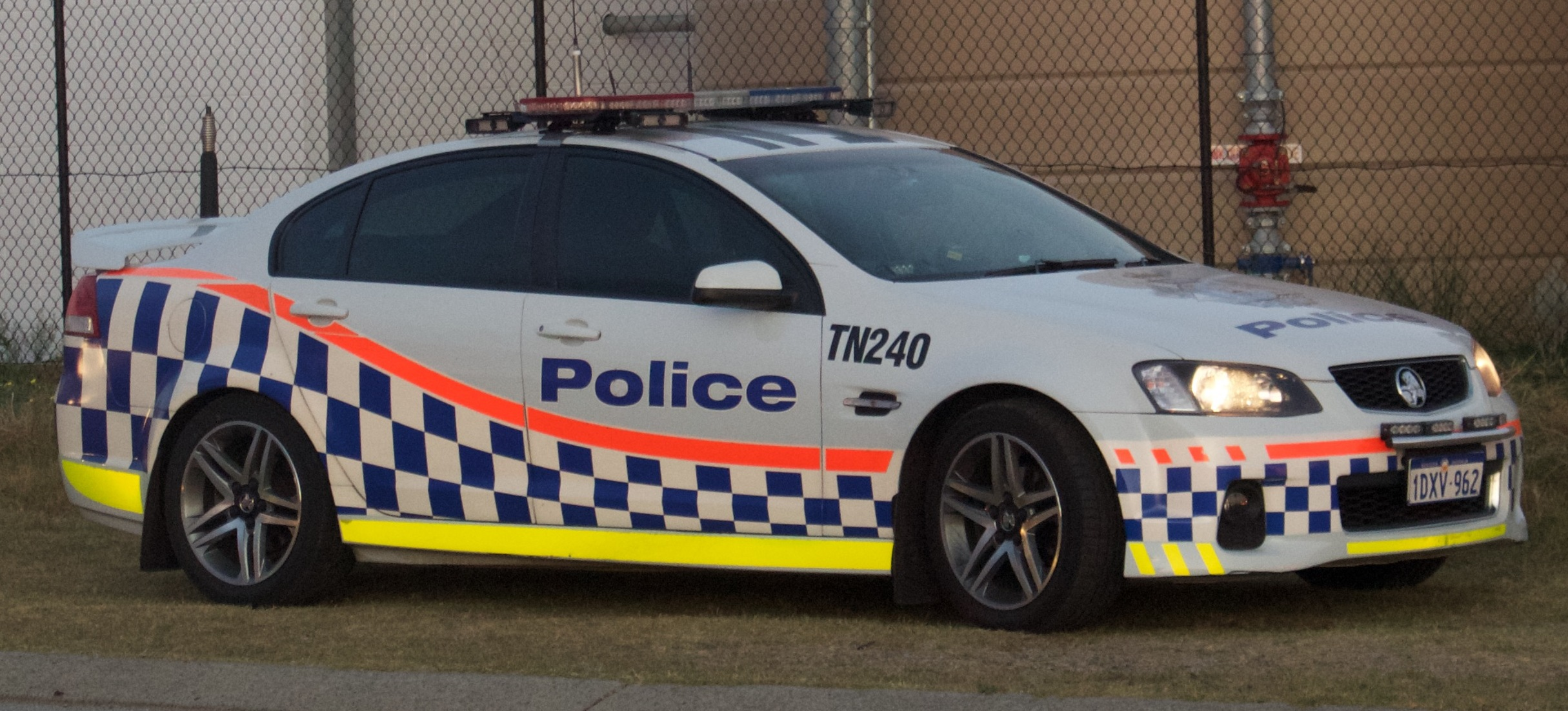
Патрульный экипаж TN240, 2015 год

По территориальному критерию структура состорит из двух регионов, 14 районов и 158 поолицейских участков.
Специальные подразделения (2013 год):
- Водная полиция (Water Police). На вооружении, по состоянию на 2013 год, стоят два больших катера Delphinus длиной 22 метра и Falcon длиной 16 метров, а также несколько небольших катеров.[4]

- Авиационное подразделение (Police Air Wing). По состоянию на 2013 год на вооружении подразделения стоит один вертолет Kawasaki BK117 и три самолета - два Pilatus PC-12 и один Cessna 182.[5]

- Горная полиция (Mounted Police) - подразделение состоит из 22 офицеров, и владеет 20-ю лошадьми.[6]

- Подразделение служебных собак (Police Dog Squad, K9). Состоит из 6 офицеров и включает собак для общих целей, для поиска наркотиков и поиска людей.
- Оркестр (Police Pipe Band)